# Leur alcôve
Leur alcôve (titre original : Their Alcove) est une nouvelle américaine de l'écrivain Jack London publiée aux États-Unis en 1900. En France, elle a paru pour la première fois en 1977.

## Historique
La nouvelle est publiée dans le magazine Woman's Home Companion en septembre 1900, et n'a pas été reprise dans un recueil.

## Résumé
Un homme au cœur brisé se débarrasse des vestiges de son amour perdu et ressent la vacuité de son existence.

## Éditions

### Éditions en anglais
- Their Alcove, dans le magazine Woman's Home Companion, septembre 1900.

### Traductions en français
- Leur alcôve, traduction de Jacques Parsons, in Les Yeux de l’Asie, recueil, U.G.E., 1977.